# Дивовижно дивний світ Гамбола
«Дивовижно Дивний Світ Гамбола» (англ. The Wonderfully Weird World of Gumball) — сьомий сезон анімаційного ситкому «Дивовижний світ Гамбола», створеного Беном Боккеле та продюсованого Hanna-Barbera Studios Europe. Прем'єра нового сезону відбудеться на Hulu та Disney+ через додаткову підписку Hulu у Сполучених Штатах 28 липня 2025 року, а міжнародна прем'єра відбудеться 6 жовтня 2025 року на Cartoon Network та HBO Max. Серіал розповідає про пригоди 12-річного блакитного кота Гамбола Воттерсона та його прийомного брата Дарвіна, золотої рибки. Разом вони влаштовують бешкет серед своєї родини, а також серед широкого кола учнів молодшої школи Елмора, де вони навчаються в середній школі.

## Виробництво
На Міжнародному анімаційному кінофестивалі в Аннесі 2023 року було оголошено про початок виробництва сьомого сезону «Дивовижного світу Гамбола», дата виходу поки що не підтверджена.   У списку EIDR буде зазначено, що сьомий сезон матиме 40 епізодів.  На наступному фестивалі були розкриті подробиці про сьомий сезон, зокрема оголошення про те, що він зараз у повному виробництві, а також був показаний анонс епізоду «Бургер» , який стане прем'єрою 7 сезону. 
У травні 2025 року було оголошено, що серіал офіційно буде перейменовано на «Дивовижно Дивний Світ Гамбола», а сезон вийде у 2025 році на Hulu у Сполучених Штатах та Cartoon Network у всьому світі. До оголошення було випущено тизер-трейлер.   

## Епізоди
Докладніше: Список серій мультсеріалу «Дивовижний світ Гамбола»
| № серії (загалом) | № серії (в сезоні) | Назва серії        | Сценарист(и)   | Storyboarded by | Original air date | U.K. air date  | Код серії      |
| ----------------- | ------------------ | ------------------ | -------------- | --------------- | ----------------- | -------------- | -------------- |
| 241               | 1                  | «Бургер»           | Буде оголошено | Буде оголошено  | Буде оголошено    | Буде оголошено | Буде визначено |
| 242               | 2                  | «Асистент»         | Буде оголошено | Буде оголошено  | Буде оголошено    | Буде оголошено | Буде визначено |
| 243               | 3                  | «Відстань»         | Буде оголошено | Буде оголошено  | Буде оголошено    | Буде оголошено | Буде визначено |
| 244               | 4                  | «Задниці»          | Буде оголошено | Буде оголошено  | Буде оголошено    | Буде оголошено | Буде визначено |
| 245               | 5                  | «Щось»             | Буде оголошено | Буде оголошено  | Буде оголошено    | Буде оголошено | Буде визначено |
| 246               | 6                  | «Чирлідерка»       | Буде оголошено | Буде оголошено  | Буде оголошено    | Буде оголошено | Буде визначено |
| 247               | 7                  | «Астрологічний»    | Буде оголошено | Буде оголошено  | Буде оголошено    | Буде оголошено | Буде визначено |
| 248               | 8                  | «Лист»             | Буде оголошено | Буде оголошено  | Буде оголошено    | Буде оголошено | Буде визначено |
| 249               | 9                  | «Додаток»          | Буде оголошено | Буде оголошено  | Буде оголошено    | Буде оголошено | Буде визначено |
| 250               | 10                 | «Трафік»           | Буде оголошено | Буде оголошено  | Буде оголошено    | Буде оголошено | Буде визначено |
| 251               | 11                 | «Нудьга»           | Буде оголошено | Буде оголошено  | Буде оголошено    | Буде оголошено | Буде визначено |
| 252               | 12                 | «Портрет»          | Буде оголошено | Буде оголошено  | Буде оголошено    | Буде оголошено | Буде визначено |
| 253               | 13                 | «Відмінення»       | Буде оголошено | Буде оголошено  | Буде оголошено    | Буде оголошено | Буде визначено |
| 254               | 14                 | «Кишечник»         | Буде оголошено | Буде оголошено  | Буде оголошено    | Буде оголошено | Буде визначено |
| 255               | 15                 | «Репресії»         | Буде оголошено | Буде оголошено  | Буде оголошено    | Буде оголошено | Буде визначено |
| 256               | 16                 | «Орли»             | Буде оголошено | Буде оголошено  | Буде оголошено    | Буде оголошено | Буде визначено |
| 257               | 17                 | «Труба»            | Буде оголошено | Буде оголошено  | Буде оголошено    | Буде оголошено | Буде визначено |
| 258               | 18                 | «Забіг»            | Буде оголошено | Буде оголошено  | Буде оголошено    | Буде оголошено | Буде визначено |
| 259               | 19                 | «Гурман»           | Буде оголошено | Буде оголошено  | Буде оголошено    | Буде оголошено | Буде визначено |
| 260               | 20                 | «Сходження»        | Буде оголошено | Буде оголошено  | Буде оголошено    | Буде оголошено | Буде визначено |
| 261               | 21                 | «Вчитель»          | Буде оголошено | Буде оголошено  | Буде оголошено    | Буде оголошено | Буде визначено |
| 262               | 22                 | «Покликання»       | Буде оголошено | Буде оголошено  | Буде оголошено    | Буде оголошено | Буде визначено |
| 263               | 23                 | «Виживальники»     | Буде оголошено | Буде оголошено  | Буде оголошено    | Буде оголошено | Буде визначено |
| 264               | 24                 | «Домашнє завдання» | Буде оголошено | Буде оголошено  | Буде оголошено    | Буде оголошено | Буде визначено |
| 265               | 25                 | «Скутер»           | Буде оголошено | Буде оголошено  | Буде оголошено    | Буде оголошено | Буде визначено |
| 266               | 26                 | «Пропозиція»       | Буде оголошено | Буде оголошено  | Буде оголошено    | Буде оголошено | Буде визначено |
| 267               | 27                 | Буде оголошено     | Буде оголошено | Буде оголошено  | Буде оголошено    | Буде оголошено | Буде визначено |
| 268               | 28                 | Буде оголошено     | Буде оголошено | Буде оголошено  | Буде оголошено    | Буде оголошено | Буде визначено |
| 269               | 29                 | Буде оголошено     | Буде оголошено | Буде оголошено  | Буде оголошено    | Буде оголошено | Буде визначено |
| 270               | 30                 | Буде оголошено     | Буде оголошено | Буде оголошено  | Буде оголошено    | Буде оголошено | Буде визначено |
| 271               | 31                 | Буде оголошено     | Буде оголошено | Буде оголошено  | Буде оголошено    | Буде оголошено | Буде визначено |
| 272               | 32                 | Буде оголошено     | Буде оголошено | Буде оголошено  | Буде оголошено    | Буде оголошено | Буде визначено |
| 273               | 33                 | Буде оголошено     | Буде оголошено | Буде оголошено  | Буде оголошено    | Буде оголошено | Буде визначено |
| 274               | 34                 | Буде оголошено     | Буде оголошено | Буде оголошено  | Буде оголошено    | Буде оголошено | Буде визначено |
| 275               | 35                 | Буде оголошено     | Буде оголошено | Буде оголошено  | Буде оголошено    | Буде оголошено | Буде визначено |
| 276               | 36                 | Буде оголошено     | Буде оголошено | Буде оголошено  | Буде оголошено    | Буде оголошено | Буде визначено |
| 277               | 37                 | Буде оголошено     | Буде оголошено | Буде оголошено  | Буде оголошено    | Буде оголошено | Буде визначено |
| 278               | 38                 | Буде оголошено     | Буде оголошено | Буде оголошено  | Буде оголошено    | Буде оголошено | Буде визначено |
| 279               | 39                 | Буде оголошено     | Буде оголошено | Буде оголошено  | Буде оголошено    | Буде оголошено | Буде визначено |
| 280               | 40                 | Буде оголошено     | Буде оголошено | Буде оголошено  | Буде оголошено    | Буде оголошено | Буде визначено |

## Зовнішні посилання
- Список епізодів Дивовижно дивний світ Гамбола  на сайті Internet Movie Database (англ.)